# Norrøna
Pour les articles homonymes, voir Norona.
 (avril 2013).
Norrøna Sport est une société de fabrication de vêtements et de sac à dos norvégienne. Elle a été fondée par Jørgen Jørgensen le 29 avril 1929. La société a son siège social à Asker. La société est détenue à 100 % par la Société Arktis holding AS. Le chiffre d'affaires en 2007 était de 125 millions de couronnes norvégiennes soit une progression de 4 millions par rapport à 2006.
Norrøna développe et commercialise des produits pour le ski, le snowboard, l'alpinisme, les activités de plein air, la course d'orientation, la chasse et l'utilisation militaire.

## Histoire

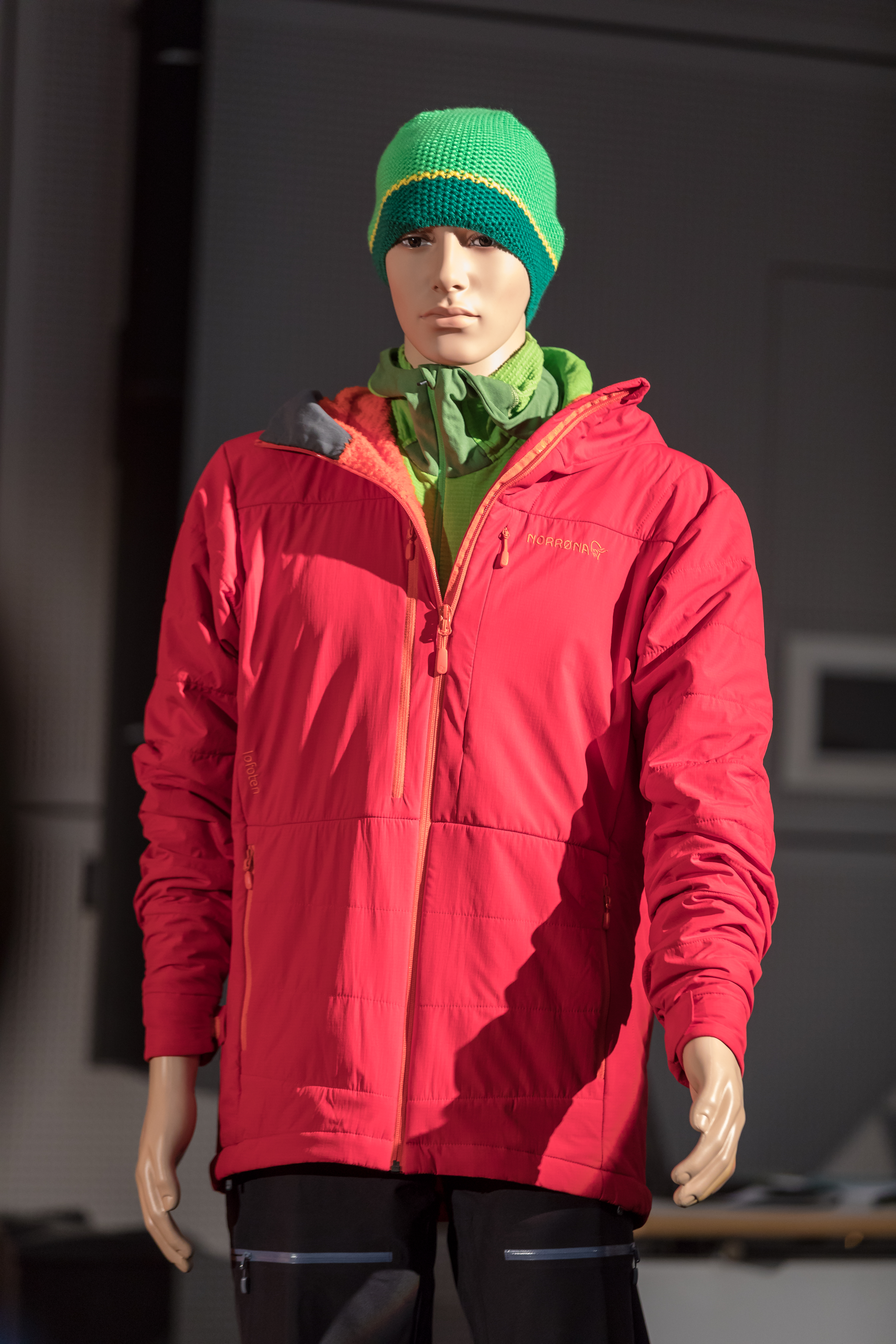
Une veste Norrøna

Norrøna signifie une « vieille dame expérimentée des hivers » en vieux norrois. La société est créée en 1929, quelques mois avant la Grande Dépression. Au départ, la société a produit des sacs à dos, puis s'est diversifiée pour inclure des vêtements de montagne, tentes et sacs de couchage.
En 1940, le fils de Jørgen Jørgensen, Bjarne Jørgensen commence le commerce de meubles de jardin et d'articles de camping.
À partir des années 1970, l'entreprise a essayé d'innover et revendique la première tente tunnel en 1972, la première utilisation du  Gore-Tex en Europe en 1977 et la mise au point du système de réglage ergonomiques des sacs à dos en 1979.
Depuis les années 2010, la société met en avant la réduction de son impact environnemental, en utilisant le controversé Higg Index (en) et rejoint le label Fashion for Good en 2019.

## Représentants de la marque
À l'instar de nombreux autres fabricants de vêtements, Norrøna utilise des personnalités ou sportifs célèbres pour promouvoir ses produits comme l'explorateur polaire Børge Ousland, le cycliste Kurt Asle Arvesen et le skieur professionnel et free rider Bruno Compagnet.

## Référence
- (no) Cet article est partiellement ou en totalité issu de l’article de Wikipédia en norvégien intitulé « Norrøna Sport » (voir la liste des auteurs).

1. ↑  Répertoire mondial des LEI (base de données en ligne), consulté le 17 septembre 2024.
2. 1 2  Nathalie Lamoureux, « Norrøna, le style et la technique », sur Le Point, 5 mars 2012 (consulté le 10 avril 2023)
3. ↑  « Durabilité: la Norvège remet en cause l'outil Higg MSI et le marketing de H&M et Norrona », sur FashionNetwork.com (consulté le 10 avril 2023)